# Purpurljung
Purpurljung (Erica cinerea) är en ljungväxtart som beskrevs av Carl von Linné. Purpurljung ingår i släktet klockljungssläktet, och familjen ljungväxter. Inga underarter finns listade i Catalogue of Life.

## Bildgalleri

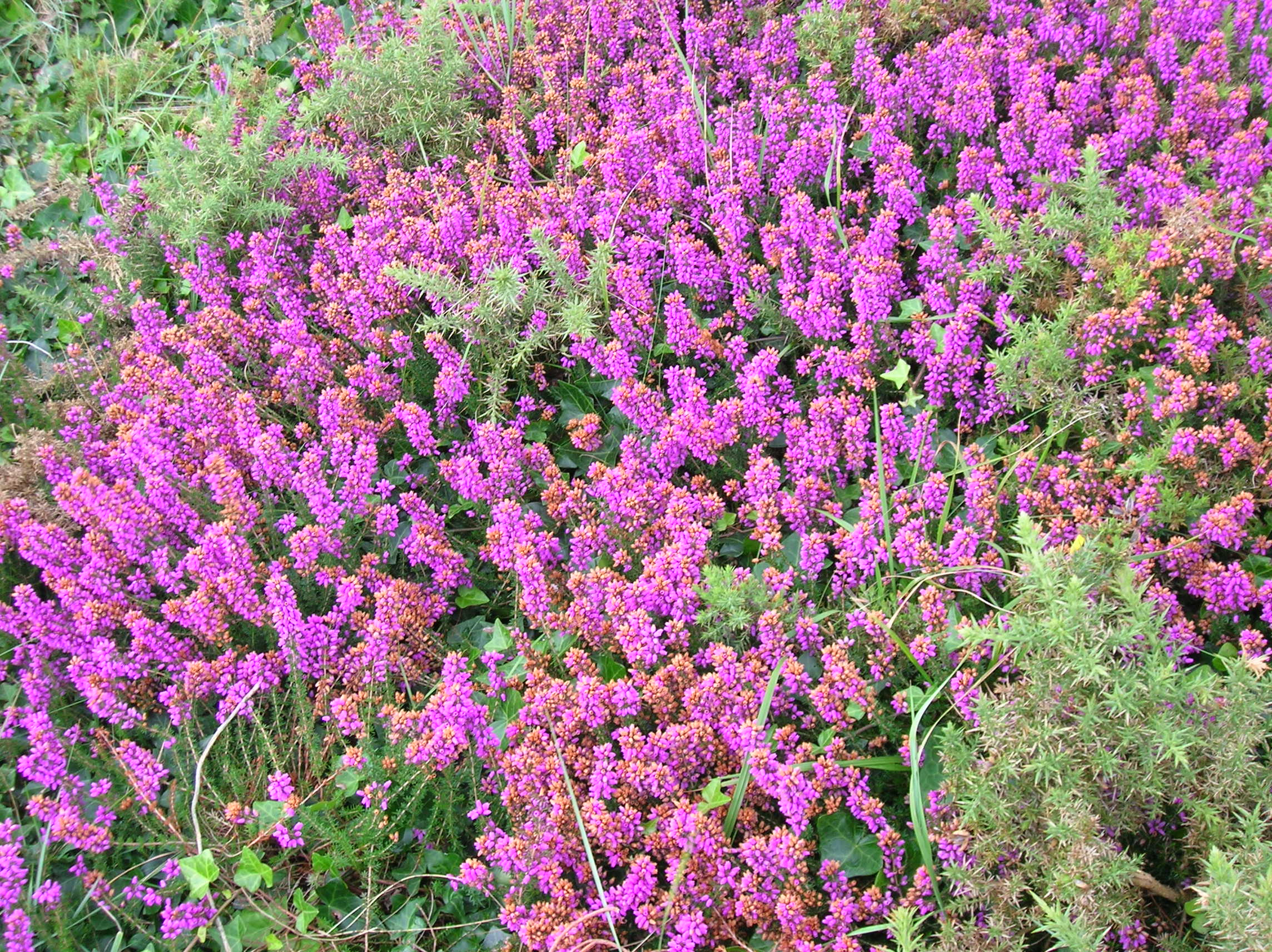
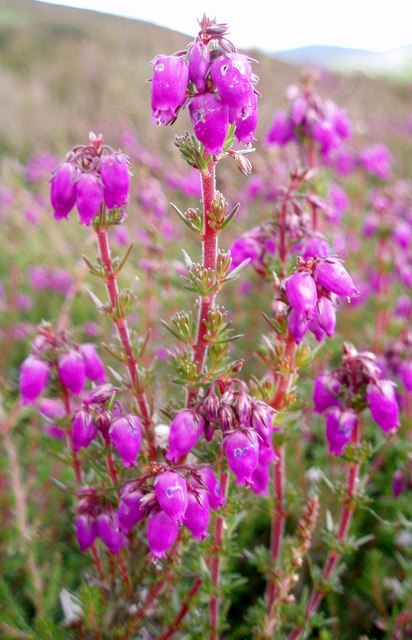
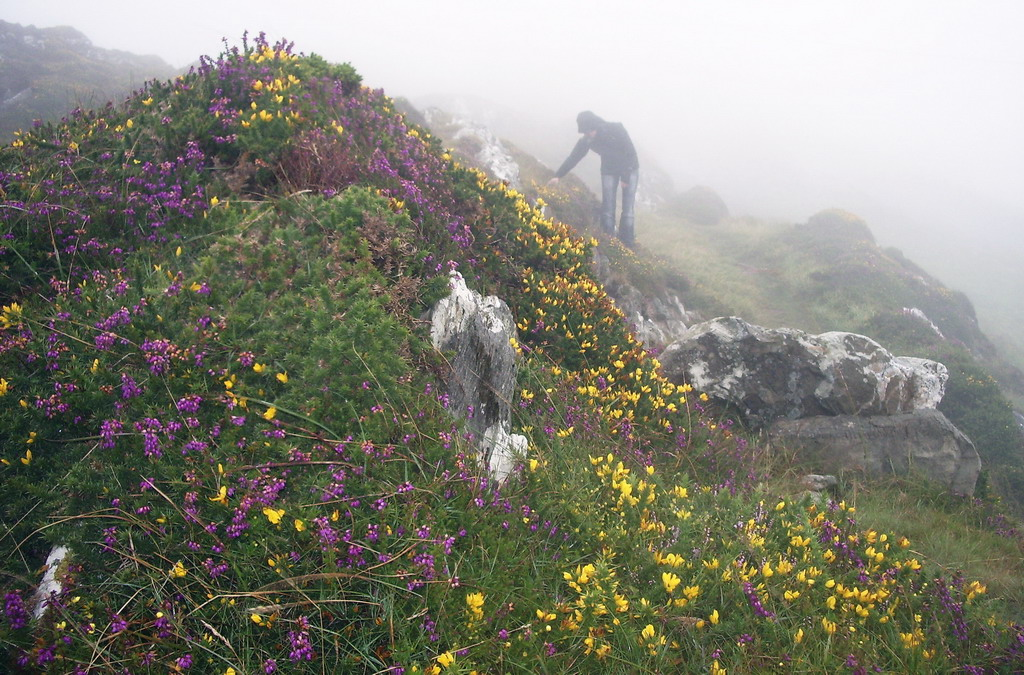
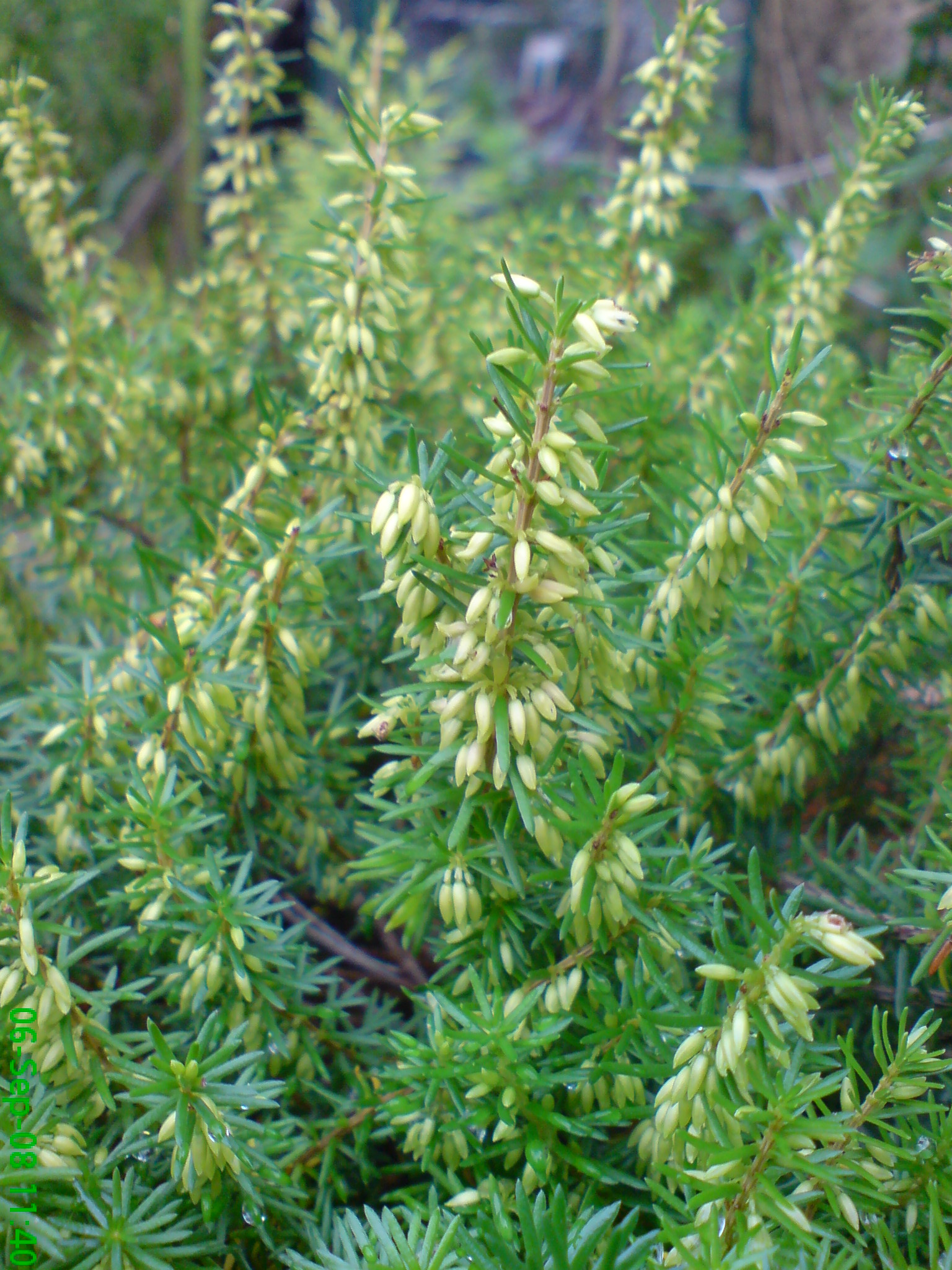
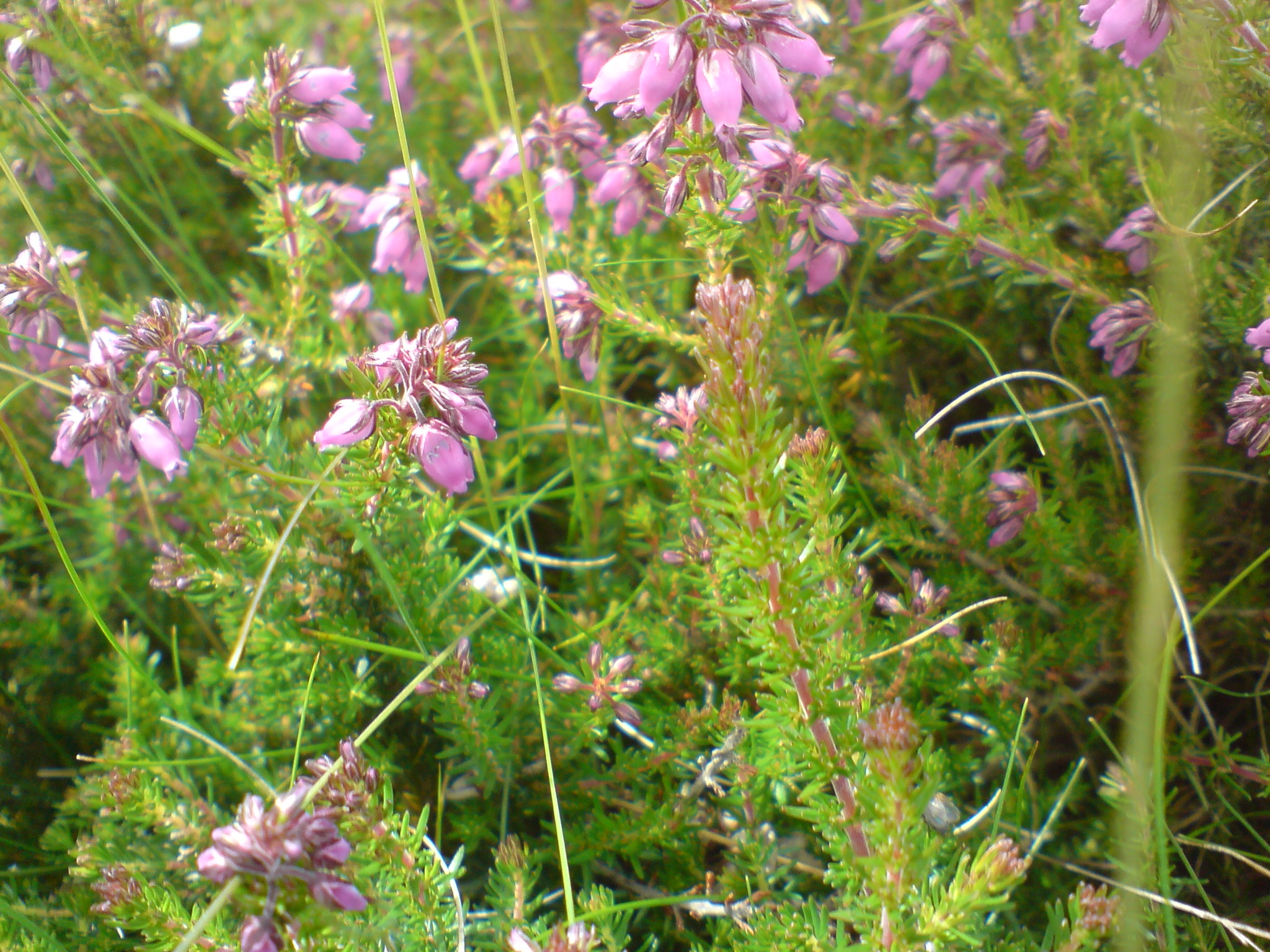
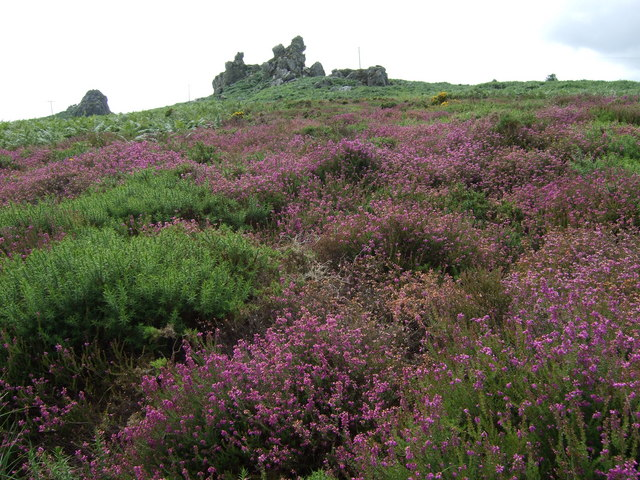